# Mistrzostwa Świata w Biathlonie 2021 – bieg indywidualny kobiet
Bieg indywidualny kobiet na Mistrzostwach Świata w Biathlonie 2021 odbył się 16 lutego w Pokljuka. Była to szósta konkurencja podczas tych mistrzostw. Wystartowało w niej 97 zawodniczek, z których 93 ukończyło zawody. Mistrzynią świata została Czeszka Markéta Davidová, srebro zdobyła Szwedka Hanna Öberg, a trzecie miejsce zajęła Ingrid Landmark Tandrevold z Norwegii.
Najwyżej sklasyfikowaną z Polek była Monika Hojnisz, która zajęła szesnaste miejsce.